# إيرل وينفيلد
إيرل وينفيلد (بالإنجليزية: Earl Winfield)‏ هو لاعب كرة قدم كندية أمريكي، ولد في 6 أغسطس 1961 في بطرسبرغ في الولايات المتحدة.